# Eleonora Czartoryska
Eleonora Czartoryska, död 1795, var en adlig polsk magnat. 
Hon regerade staden Radzymin mellan 1770 och 1790. 